# Philip Sidney
Philip Sidney (Penshurst, 30 de novembro de 1554 — Arnhem, 17 de outubro de 1586), tornou-se um dos mais importantes poetas do Reino Unido. Escreveu Astrophil and Stella, An Apology for Poetry e Countess of Pembroke's Arcadia.

## Vida e família
Nasceu em Penshurst, Kent no dia 30 de novembro de 1554. Filho mais velho de Sir Henry Sidney e de Lady Mary Dudley. A sua irmã mais nova, Mary Sidney foi importante como tradutora tanto que o poeta dedicou-lhe a sua maior obra, Arcadia.
Philip estudou na Shrewsbury School e Christ Church, fazendo o ensino universitário em Oxford. No ano de 1572, o poeta viajou para França como parte da embaixada que negociaria o casamento entre Elizabeth I e o Duque D'Alençon. Philip passou os próximos anos na Europa, andando pela Alemanha, Itália, Polónia e Áustria. Nestas viagens, conheceu diversos intelectuais e políticos europeus promissores.
Ao regressar a Inglaterra em 1575, Sidney conheceu Penelope Devereaux, a futura Penelope Blount, que, apesar de ser muito jovem, inspirou o seu mais famoso soneto, Astrophel and Stella.
No seu país, Sidney ocupou-se com a política e com as artes. Após uma discussão com Edward de Vere, Philip ausentou-se do mundo político.
Durante essa ausência, escreveu Arcadia. Anteriormente, Sidney teria conhecido Edmund Spenser, a quem dedicou Shepheardes Calendar.
Sidney regressou à política e aos tribunais em 1581 e foi ordenado cavaleiro em 1583. Nesse mesmo ano, casou-se com Frances Walsingham. No ano seguinte, conheceu Giordano Bruno, que dedicou dois livros a Philip.
Philip Sidney era Protestante e participou em diversas batalhas contra tropas espanholas e holandesas. Em setembro de 1586, Sidney juntou-se a Sir John Norreys na Batalha de Zutphen, onde foi atingido e vindo a falecer 26 dias mais tarde. De acordo com a história, enquanto deitado e ferido, ele deu a sua garrafa de água a outro soldado ferido, dizendo "Thy necessity is yet greater than mine" ("A tua necessidade é maior que a minha"). Esta tornou-se possivelmente na história mais famosa de Philip Sidney, ilustrando o seu carácter nobre.
O corpo de Sidney foi levado para Londres e enterrado a 16 de Fevereiro de 1587, na Catedral de São Paulo.

## Obra
- Astrophil and Stella
- The Countess of Pembroke's Arcadia, também conhecido por Arcadia
- An Apology for Poetry (também conhecido por The Defence of Poesy)